# Interleukine 7

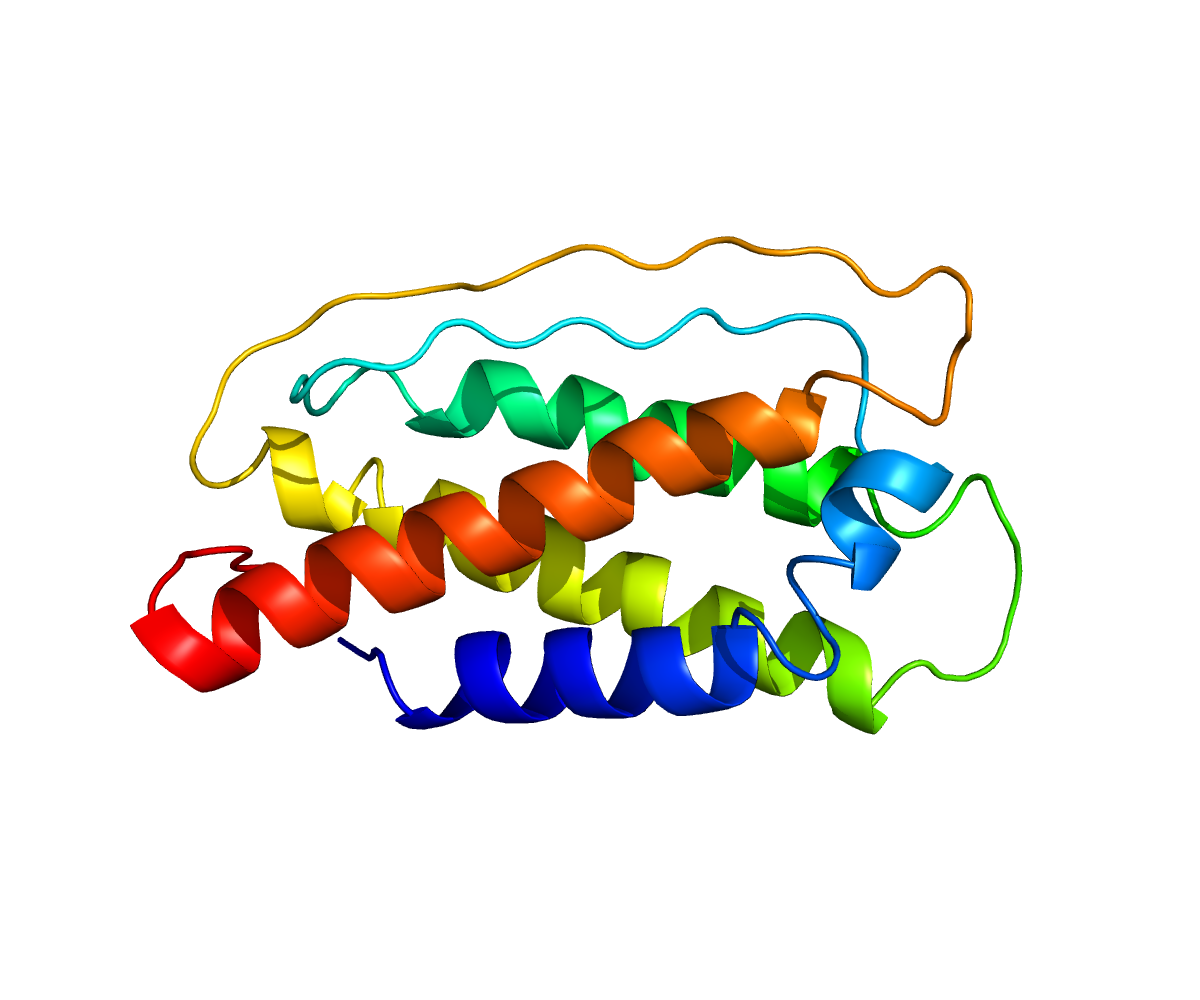
Visualisation 3D de la structure de l'interleukine 7 (générée avec PyMOL)

L'interleukine 7 est une interleukine impliquée dans la survie, le développement et l'homéostasie des cellules B, T et NK.

## Rôles
Son récepteur est composé de deux sous-unités, la chaîne alpha (ou CD127) et la chaîne gamma (ou CD132) qui elle est commune à d'autres récepteurs interleukine (récepteur de l'IL-2 ,  IL-4, IL-7, IL-9, IL-15).
La chaine alpha est également sous-unité du récepteur du TSLP (« thymic stromal lymphopoietin »).
La multiplication des lymphocytes B et T nécessite la présence d'interleukine 7, qui intervient dans l'homéostasie de ces derniers. En particulier, leur survie nécessite la présence de cette cytokine qui joue un rôle important dans la mémoire immunitaire des lymphocytes T auxiliaire (ou T-helper ou T CD4).

## En médecine
La mutation sur la chaine alpha du récepteur de l'interleukine 7 conduit à une immunodéficience, de type déficit immunitaire combiné sévère (DICS).
Le blocage du récepteur de l'interleukine 7 pourrait être une cible thérapeutique permettant une meilleure survie du greffon en cas de greffe d'organe. 